# Söğütpınar, Mudanya
Söğütpınar là một xã thuộc quận Mudanya, tỉnh Bursa, Thổ Nhĩ Kỳ. Dân số thời điểm năm 2011 là 302 người.